# Празднование 100-летия независимости Финляндии
Празднование 100-летия независимости Финляндии — проходившее на государственном уровне празднование столетия провозглашения независимости Финляндии. Юбилейный год отмечался по всей стране (и за её пределами) в период с 1 января по 6 декабря (День независимости Финляндии) 2017 года.
Подготовка всего комплекса программы юбилейного года была возложена на проект «Финляндия — 100 лет» при аппарате Госсовета (правительства), а реализация мероприятий по стране — на региональные объединения «Финляндия — 100 лет», состоявшие из региональных союзов и шести крупнейших городов.
В связи с публикацией доклада Института международных отношений, в котором, в частности, говорится, что Россия может оспорить независимость Финляндии, в финском обществе развернулась широкая дискуссия по этому вопросу.

## Мероприятия до юбилейного дня независимости

### Политика и общество
В 2015 году, в Норвегии, в связи с подготовкой к празднованию 100-летия независимости страны-соседа, в муниципалитете Кофъёрд возникло общественное движение за передачу высшей точки сопки Халтиа на севере под юрисдикцию Финляндии. В 2016 году правительство Норвегии приступило к процедуре рассмотрения этого вопроса, однако во время визита в Финляндию короля Норвегии Харальда V, монарх ушёл от ответа на этот вопрос. 1 июня 2017 года, во время официального визита в страну королевы Дании Маргрете II, короля Швеции Карла XVI Густава, короля Норвегии Харальда V и президента Исландии Гвюдни Йоуханнессона, Норвегия и Швеция официально презентовали для Финляндии две скульптуры.

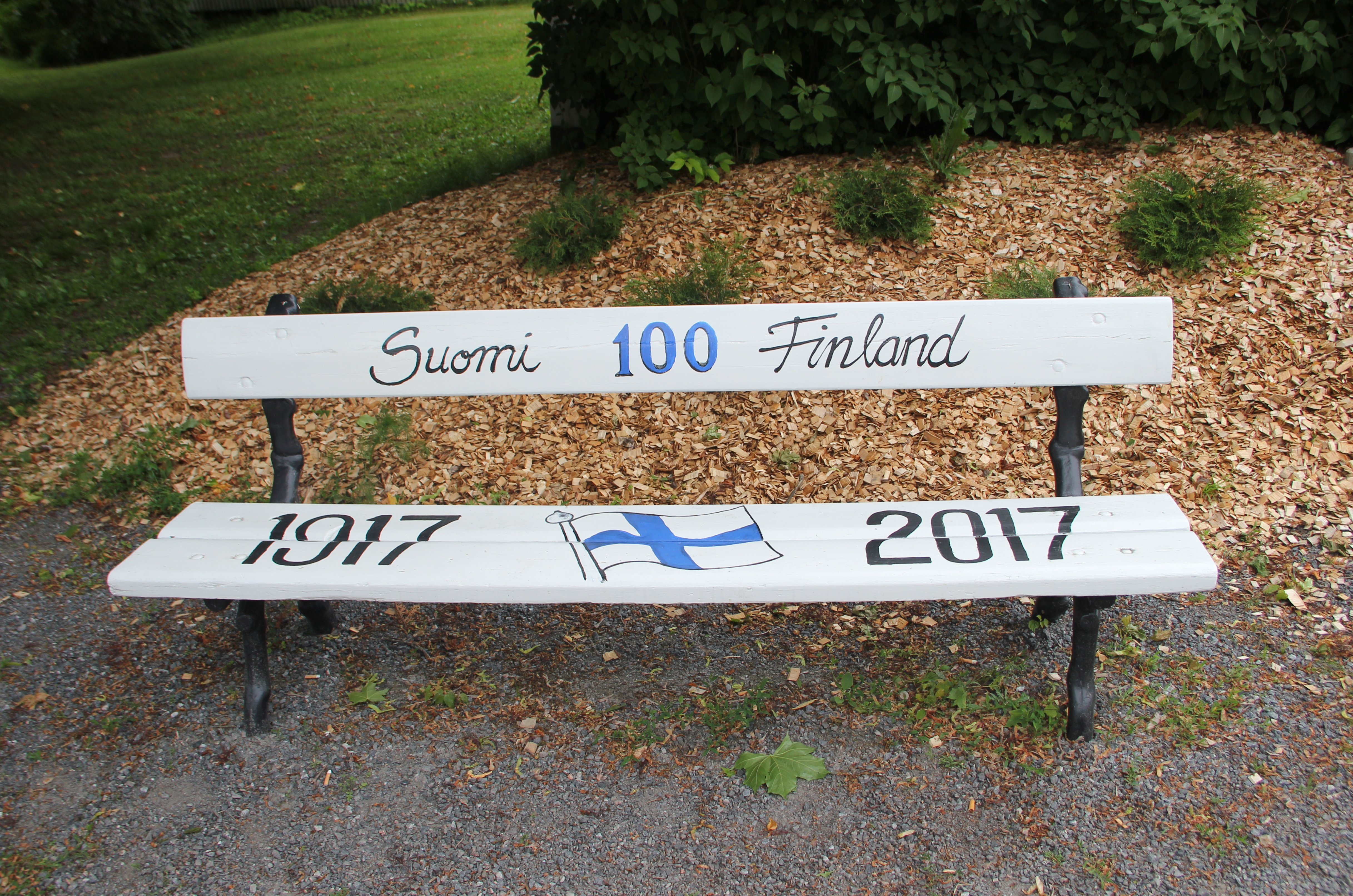

В честь юбилея независимости страны стартовал конкурс «Строители века» (Vuosisadan rakentajat), в рамках которого обсуждались 326 предложений и новых идей по улучшению качества жизни и увеличению активности молодежи в Финляндии.
Нидерланды презентовали 15 мая в присутствии супруги президента Финляндии Йенни Хаукио в резиденции Мянтюниеми новый сорт тюльпанов «Suomi 100», выведенный специально к юбилею независимости страны.
27 июля, в рамках празднования юбилея, состоялось посещение оперного фестиваля в Савонлинна президентом России Владимиром Путиным и президентом Финляндии Саули Ниинистё, которые присутствовали на опере «Иоланта», представляемой артистами Большого театра.

### Культура и спорт
В феврале 2017 года в трех городах России — Москве, Санкт-Петербурге и Выборге состоялись гастроли симфонического оркестра Финского радио.
В поезде «Лев Толстой», курсирующем по маршруту Москва — Хельсинки, по инициативе посольства Финляндии в России, в юбилейном году начала действовать дорожная библиотека, знакомящая пассажиров с классической и современной литературой Финляндии.
В Турку в рамках юбилейного года прошла международная парусная регата «Tall Ships Races».
28 феврала 2017 года в культурном центре Logomo в Турку состоялась премьера оперы «Die Kalewainen in Pochjola», где в её постановке приняли участие финский дирижёр Лейф Сегерстам и Филармонический оркестр Турку, сопрано Йоханна Русанен-Картано и баритон Томми Хакала. 29 апреля 2017 года состоялась премьера балета «Kullervo» Яна Сибелиуса и «Семеро братьев» Марьё Кууселы, а 8 сентября — премьера оперы «Осенняя соната» композитора Себастьяна Фагерлунда. 3 ноября 2017 года Финский национальный балет представил премьеру балета «Земля Калевалы» в постановке Кеннета Грива.
Прошедшая в конце октября Хельсинкская книжная ярмарка была посвящена отмечаемому юбилею.
Художник-ювелир Хели Кауханен и ювелир из Пори Юха Лойкала изготовили из найденных в Кяннятсало в Луумяки бериллов и подаренного золота официальное ювелирное украшение для первых лиц Финляндии.

В рамках празднования 100-летия независимости в Финляндии прошло публичное голосование по выбору национальной бабочки страны. В организации голосования приняли участие Союз защиты окружающей среды Финляндии, Фонд защиты природы «Вуокко» и Ассоциация энтомологов. Итоги были подведены 15 июня 2017 года. Национальной бабочкой Финляндии была избрана 

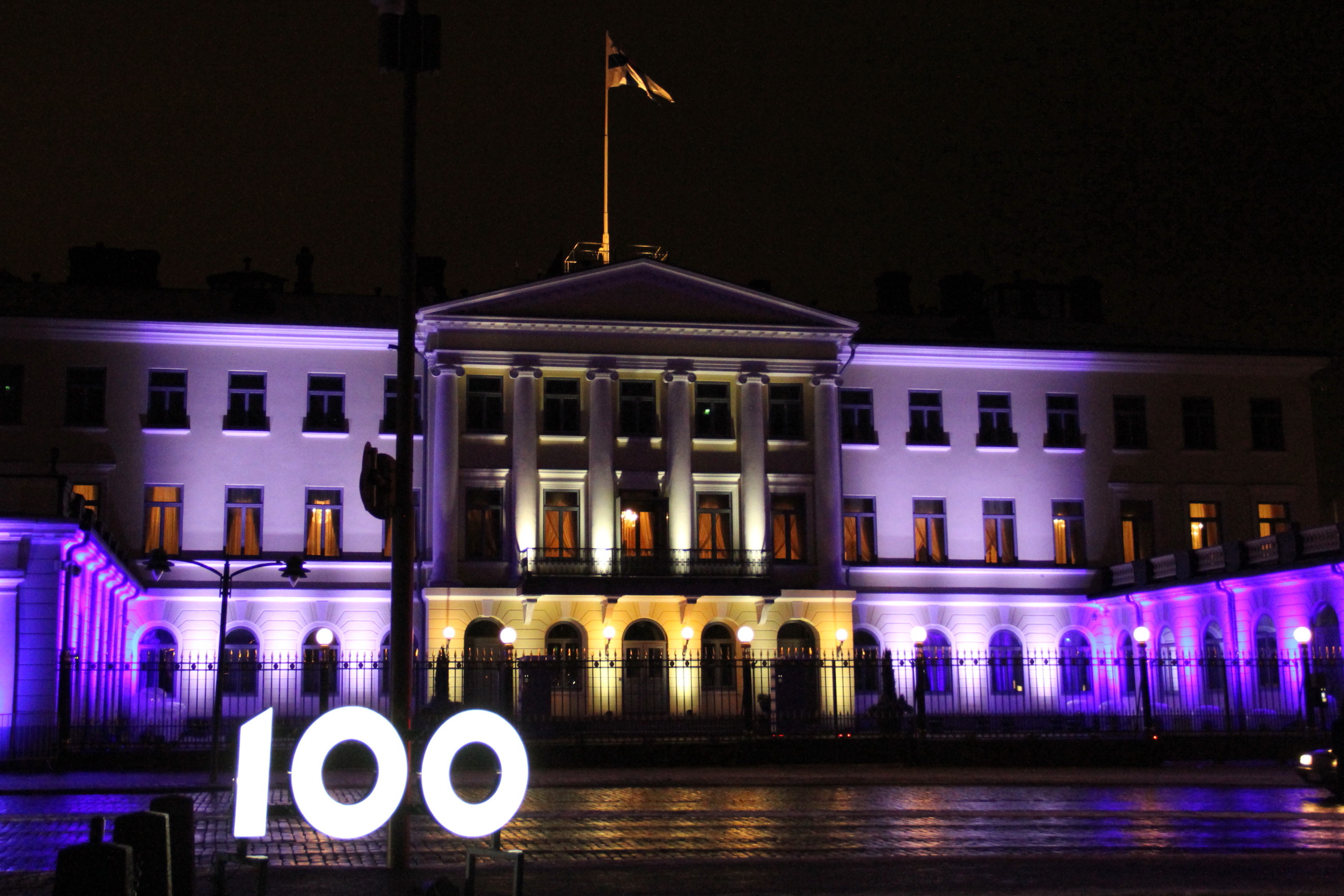

голубянка весенняя (Celastrina argiolus), крылья которой окрашены в цвета национального флага.

### Видеоигры
В 2017 году в Финляндии была создана видеоигра для NES - Perkele: Suomi 100 vuotta. Название основано на самом известном в мире финском ругательстве - Perkele.
Игра делится на 3 мини-игры. В 1-й вам нужно избивать людей, во 2-й вы играете за тюленя, который стреляет лазером из глаз, а в 3-й вам нужно из Zapper'а стрелять в советских солдат в период Советско-Финляндской войны(1939-1940). Игра продавалась за 69 евро.[значимость факта?]

## День столетия независимости Финляндии
Большое число мероприятий прошло непосредственно в день столетия независимости Финляндии, 6 декабря 2017 года. Начало празднованию положило поднятие в Хельсинки на Тяхтиторнинвуори государственного флага в сопровождении старейшего в Финляндии мужского хора Viipurin Lauluveikot. В середине дня в Хельсинкском Кафедральном Соборе прошла экуменическая праздничная месса, в Куопио прошёл парад Сил обороны Финляндии.
В Хельсинки в течение дня прошло несколько заранее согласованных демонстраций и маршей различной политической направленности, в связи с чем в столицу для обеспечения порядка заранее были стянуты дополнительные силы полиции. Серьёзных нарушений общественного порядка во время этих шествий замечено не было.
Вечером 6 декабря в Хельсинки в Президентском дворце прошёл традиционный президентский приём, за телевизионной трансляцией приёма наблюдали в общей сложности 3,6 млн зрителей. Кульминацией праздника стал праздничный салют в Хельсинки.